# Julian (Nebraska)
Julian es una villa ubicada en el condado de Nemaha en el estado estadounidense de Nebraska. En el Censo de 2010 tenía una población de 59 habitantes y una densidad poblacional de 258,86 personas por km².

## Geografía
Julian se encuentra ubicada en las coordenadas 40°31′12″N 95°52′3″O / 40.52000, -95.86750. Según la Oficina del Censo de los Estados Unidos, Julian tiene una superficie total de 0.23 km², de la cual 0.23 km² corresponden a tierra firme y (0%) 0 km² es agua.

## Demografía
Según el censo de 2010, había 59 personas residiendo en Julian. La densidad de población era de 258,86 hab./km². De los 59 habitantes, Julian estaba compuesto por el 96.61% blancos, el 0% eran afroamericanos, el 0% eran amerindios, el 0% eran asiáticos, el 0% eran isleños del Pacífico, el 1.69% eran de otras razas y el 1.69% pertenecían a dos o más razas. Del total de la población el 1.69% eran hispanos o latinos de cualquier raza.